# Alvar Aalto-medaljen
Alvar Aalto-medaljen är en internationellt uppmärksammad utmärkelse inom arkitektur som etablerades 1967 av Finlands arkitekturmuseum och Finlands Arkitektförbund (SAFA) och som delas ut med några års mellanrum.

## Mottagare
| År   | Mottagare                            | Land           | Exempel på verk                                                                         |  |
| ---- | ------------------------------------ | -------------- | --------------------------------------------------------------------------------------- |  |
| 1967 | Alvar Aalto                          | Finland        | Kommunalhus i Säynätsalo                                                                |  |
| 1973 | Hakon Ahlberg                        | Sverige        | Mälarhöjdens kyrka i Stockholm                                                          |  |
| 1978 | James Stirling                       | Storbritannien | Historiska fakulteten vid Cambridge universitet                                         |  |
| 1982 | Jørn Utzon                           | Danmark        | Sydneys operahus                                                                        |  |
| 1985 | Tadao Ando                           | Japan          | Hotel Westin Awaji på Awaji i Japan                                                     |  |
| 1988 | Alvaro Siza                          | Portugal       | Centro Galego de Arte Contemporánea i Santiago de Compostela                            |  |
| 1992 | Glenn Murcutt                        | Australien     | Bowali Visitor Information Centre, Kakadu National Park, Northern Territory, Australien |  |
| 1998 | Steven Holl                          | USA            | Simmons Hall på MIT i Cambridge, Massachusetts                                          |  |
| 2003 | Rogelio Salmona                      | Colombia       | Biblioteket Virgilio Barco i Bogotá i Colombia                                          |  |
| 2009 | Tegnestuen Vandkunsten               | Danmark        | Sømærk på Teglholmen i Köpenhamn                                                        |  |
| 2012 | Paulo David                          | Portugal       | Casa das Mudas i Calheta på Madeira                                                     |  |
| 2015 | Fuensanta Nieto och Enrique Sobejano | Spanien        | Museum i det gamla klostret i San Telmo (San Sebastián)                                 |  |
| 2017 | Zhang Ke                             | Kina           |                                                                                         |  |